# Bielejewo (Jarocin)
Pour les articles homonymes, voir Bielejewo.
Bielejewo (prononciation : [bjɛlɛˈjɛvɔ]) est un village polonais de la gmina de Jaraczewo dans le powiat de Jarocin de la voïvodie de Grande-Pologne dans le centre-ouest de la Pologne.
Il se situe à environ 6 kilomètres au nord-est de Jaraczewo (siège de la gmina), à 9 kilomètres au nord-ouest de Jarocin (siège du powiat) et à 53 kilomètres au sud-est de Poznań (capitale régionale).

## Histoire
De 1975 à 1998, le village faisait partie du territoire de la voïvodie de Kalisz.

Depuis 1999, Bielejewo est situé dans la voïvodie de Grande-Pologne.